# (1743) Schmidt
(1743) Schmidt – planetoida z pasa głównego planetoid okrążająca Słońce w ciągu 3 lat i 325 dni w średniej odległości 2,47 au. Została odkryta 24 września 1960 roku w Obserwatorium Palomar w programie Palomar-Leiden-Survey przez Cornelisa i Ingrid van Houtenów oraz Toma Gehrelsa. Nazwa planetoidy pochodzi od Bernharda Schmidta (1879-1935), estońskiego astronoma i optyka. Przed jej nadaniem planetoida nosiła oznaczenie tymczasowe (1743) 4109 PL.